# Bataille de Lebanon (1862)
Pour les articles homonymes, voir Bataille de Lebanon (1863).
Guerre de Sécession
Batailles
Théâtre oriental
- Virginie-occidentale
- Manassas
  - 1re Bull Run
- 1re Virginie Septentrionale
- Burnside Expedition
- Péninsule
- Sept Jours
  - Gaines's Mill
  - Malvern Hill
- 1re Shenandoah valley
- 2de Virginie Septentrionale
  - 2de Bull Run
- Maryland
  - Antietam
- Fredericksburg
- Tidewater
- Chancellorsville
  - Chancellorsville
- Pennsylvanie
  - Gettysburg
- Bristoe
- Mine Run
- Campagne terrestre
  - Wilderness
  - Spotsylvania
  - Cold Harbor
- Bermuda Hundred
- 2de Shenandoah valley
  - Opequon
  - Cedar Creek
- Petersburg
- 1re Wilmington
- 2de Wilmington
- Appomattox
  - 3e Petersburg
  - Sayler's Creek
  - Appomattox C.H.

Théâtre occidental
- East Kentucky
- Shiloh
  - Fort Henry
  - Fort Donelson
  - Shiloh
- Kentucky
- Raid de Newburgh
  - Perryville
- Stones River
  - Murfreesboro
- Vicksburg
  - Champion Hill
  - Vicksburg
- Raid de Morgan
- Raid de Hines
- Tullahoma
- Chickamauga
- Chattanooga
- Knoxville
- Raid Forrest
- Atlanta
- Franklin-Nashville
- Savannah
- Carolines
  - Bentonville
- Raid de Wilson

Théâtre Trans-Mississippi
- Arizona confédéré
  - 1re Messilla
- Missouri
  - Wilson's Creek
- Territoire indien
- Trail of Blood on Ice
- Nouveau-Mexique
- Boston Mountains
- Pea Ridge
- 1re Texas
- Little Rock
- 2de Texas
- Camden
- Red River
- Raid de Price
- Palmito Ranch

Théâtre du bas littoral et approche du golfe
- Fort Sumter
- Blocus de l'Union
- 1re Bayou Teche
- Mississippi valley
  - Port Hudson
- Charleston
- 2de Bayou Teche
- Mobile Bay
- Mobile

La bataille de Lebanon est une petite bataille qui s'est déroulée près de Lebanon, Tennessee pendant la guerre de Sécession le 5 mai 1862. Il y a une autre « bataille de Lebanon » qui s'est déroulée au Kentucky qui a aussi impliqué la cavalerie confédérée commandée par John Hunt Morgan.

## Contexte
Le général de l'Union Ebenezer Dumont poursuit la cavalerie confédérée du colonel John Hunt Morgan avec une force de la garnison de Nashville. Les forces de Dumont comprennent des détachements du 1st Kentucky Cavalry sous le commandement du colonel Wolford, du 4th Kentucky Cavalry sous le commandement du colonel Green Clay Smith (en) et du 7th Pennsylvania Cavalry sous le commandement du colonel Wynkoop. Les forces de Morgan sont constituées du 2nd Kentucky Cavalry Regiment.

## Bataille
Dumont surprend Morgan tôt le matin du 5 mai 1862. Une bataille de mouvements sur 24 kilomètres (15 miles) s'ensuit avec les confédérés qui sont obligés de retraiter. Pendant le combat, les sympathisants confédérés dans la ville tirent sir la cavalerie de l'Union. Beaucoup de confédérés barricadés dans les bâtiments se rendent lorsque Dumont menace de mettre le feu à la ville.

## Conséquences
Cent cinquante confédérés sont faits prisonniers dont le lieutenant-colonel Wood. Les colonels Smith et Wolford de l'Union sont blessés.